# Laura Ester
Laura Ester Ramos (Barcellona, 22 gennaio 1990) è una pallanuotista spagnola, portiere del Sabadell e della nazionale.
Con la propria nazionale, ha vinto un titolo mondiale (2013), tre titoli europei (2014, 2020 e 2022), due medaglie d'argento olimpiche (2012 e 2021) e una d'oro (2024).
Per via della sua esile corporatura e per le sue doti tra i pali, è soprannominata dalle compagne di squadra Pajarito (ovvero "uccellino").

## Carriera

### Nazionale
Venerdì 2 agosto 2013, conquista assieme alle proprie compagne della nazionale la medaglia d'oro ai mondiali di Barcellona, grazie alla vittoria per 8-6 sull'Australia. Al termine della competizione, la Ester viene anche eletta miglior portiere del torneo.
Il 28 luglio 2017, conquista la medaglia d'argento ai Mondiali di Budapest: nella finalissima, la sua nazionale viene sconfitta dagli Stati Uniti 13-6.
Il 27 luglio 2018, conquista assieme alla propria nazionale la medaglia di bronzo negli Europei giocati in casa.
Nell'agosto 2021, conquista la seconda medaglia d'argento olimpica con la propria nazionale, che cede in finale agli Stati Uniti. L'anno seguente, vince con la propria nazionale la Waterpolo Sardinia Cup e, da riserva, conquista il suo terzo titolo europeo a Spalato. Nel 2024 si laurea campionessa olimpica a Parigi 2024.

## Palmarès

### Club

#### Trofei nazionali
- Campionato spagnolo: 12

Sabadell: 2011, 2012, 2014, 2015, 2016, 2017, 2018, 2019, 2021, 2022, 2023, 2025
- Copa de la Reina: 11

Sabadell: 2011, 2012, 2013, 2014, 2015, 2017, 2018, 2019, 2020, 2021, 2023
- Supercopa de España: 11

Sabadell: 2010, 2011, 2012, 2013, 2014, 2015, 2016, 2017, 2018, 2020, 2023

#### Trofei internazionali
- LEN Euro League Women: 7

Sabadell: 2011, 2013, 2014, 2016, 2019, 2023, 2024
- Supercoppa LEN: 4

Sabadell: 2013, 2014, 2016, 2023

### Nazionale
- Olimpiadi

Londra 2012: 
Tokyo 2020: 
Parigi 2024: 
- Mondiali

Barcellona 2013: 
Budapest 2017: 
Gwangju 2019: 
Fukuoka 2023: 
Doha 2024: 
- Europei

Málaga 2008: 
Budapest 2014: 
Barcellona 2018: 
Budapest 2020: 
Spalato 2022: 
Eindhoven 2024: 
- Coppa del Mondo

Long Beach 2023: 
- World League

Tenerife 2022: 

## Riconoscimenti
- LEN Award: 2017, 2019